# Glinki (Nidzica)
Glinki (deutsch Glinken) ist ein kleiner Ort in der polnischen Woiwodschaft Ermland-Masuren und gehört zur Gmina Nidzica (Stadt- und Landgemeinde Neidenburg) im Powiat Nidzicki (Kreis Neidenburg).
Glinki liegt im Südwesten der Woiwodschaft Ermland-Masuren, neun Kilometer nordöstlich der Kreisstadt Nidzica (deutsch Neidenburg).
Glinken war vor 1945 eine zum Staatsforst Kommusin (polnisch Koniuszyn) gehörende Försterei und bis 1929 ein Wohnplatz in der Gemeinde Grünfließ (polnisch Napiwoda), danach ein Wohnplatz in der Gemeinde Orlau (Orłowo) im ostpreußischen Kreis Neidenburg.
Nachdem 1945 in Kriegsfolge das südliche Ostpreußen an Polen gefallen war, erhielt Glinken die polnische Namensform „Glinki“. Heute ist die kleine Osada leśna (Waldsiedlung) eine Ortschaft innerhalb der Gmina Nidzica (Stadt- und Landgemeinde Neidenburg) im Powiat Nidzicki (Kreis Neidenburg), bis 1998 der Woiwodschaft Olsztyn, seither der Woiwodschaft Ermland-Masuren zugehörig.
Bis 1945 war Glinken in die evangelische Kirche Lahna (polnisch Łyna) in der Kirchenprovinz Ostpreußen der Kirche der Altpreußischen Union sowie in die römisch-katholische Kirche Neidenburg im damaligen Bistum Ermland eingepfarrt. Heute gehört Glinki katholischerseits zur Pfarrei Napiwoda (Grünfließ) im jetzigen Erzbistum Ermland, evangelischerseits zur Heilig-Kreuz-Kirche Nidzica in der Diözese Masuren der Evangelisch-Augsburgischen Kirche in Polen.
Glinki liegt westlich der Woiwodschaftsstraße 545 und ist von Napiwoda (Grünfließ) aus auf einem etwas unwegsamen Landweg zu erreichen. Eine Anbindung an den Bahnverkehr besteht nicht.